# صيغة ليبر

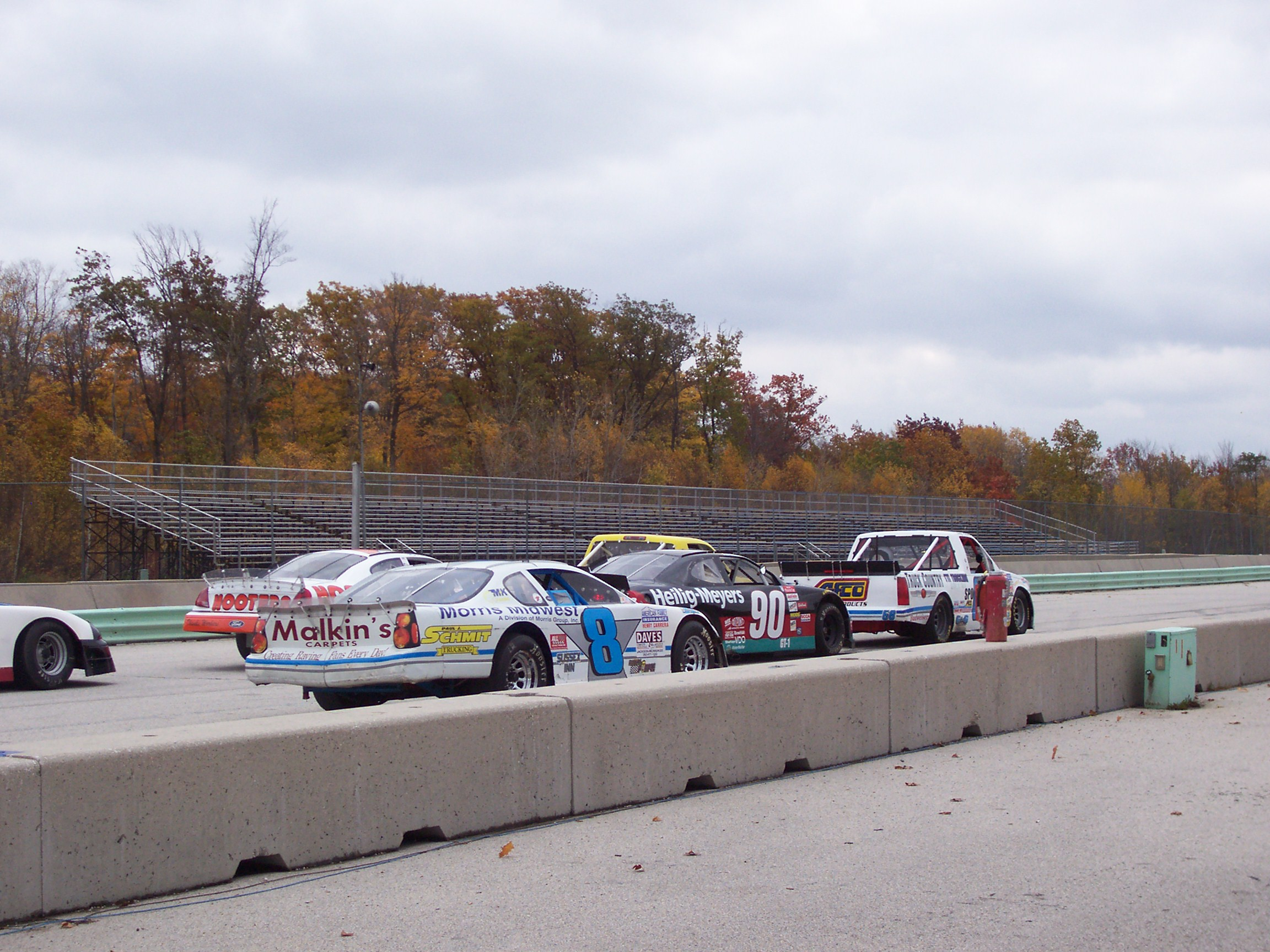
صيغة ليبر- نوع من أنواع سباقات السيارات يكون في طريق أمريكا. الحدث المميز ناسكار كأس ناسكار و ترك سيريس ضد بعض السيارات الحديثة وغيرها من سيارات السباق الخاصة.

صيغة ليبر (المعروف أيضا باسم «فورمولا  ليبر») هو شكل من أشكال سباق السيارات يسمح لمجموعة متنوعة وواسعة من أنواع السيارات والأعمار ومما يجعل الهدف من بنائها المنافسة «وجها لوجه». هذا يمكن أن يجعل الأمر مثير للاهتمام، ويتيح الفرصة لبعض مقنعة القيادة العروض ضد متفوقة الآلات. اسم يترجم إلى «الصيغة الحرة» في صيغة ليبر سباقات فقط الأنظمة عادة تنظم أساسيات مثل معدات السلامة.
في عام 1932، لويس تشيرون فاز نايس قراند بريكس وكان على متن بوجاتي T51 ، تلاه فقط بعد 3.4 ثانية  ريمون سومر في ألفا روميو مونزا وكان المركز الثالث من نصيب رينيه دريفوس، أيضا على متن بوجاتي T51. في عام 1933، فاز  تازيو نوفولاري وكان على متن مازيراتي 8C ، تلاه رينيه دريفوس على سيارته بوجاتي جي مول في ألفا روميو مونزا. في عام 1934،  فاز الإيطالي ألفا روميو تيبو ب، بخلاف  أفضل سائق في الموسم،  أكي فرضي. آخر موسم بميزة «سباق الجائزة الكبرى» كان في نيس عام 1935، عندما ألفا روميو تيبو بس سيطر على دائرة السباق بالاشتراك مع تيزيو نوفولاري ولويس تشيرون الذي احتل المرتبة الثانية، ورينيه دريفوس، الذي احتل المركز الثالث.
ومؤخرا البطولة البريطانية المفتوحة (بي أو اس اس) للفورمولا ولدت بطولتي  EuroBOSS  و USBOSS ، مما يشير إلى ظهور صيغة ليبر جديدة. سباق الأصوليون قد حان لتبني صيغة ليبر كبديل زيادة رجحان المواصفات سلسلة سباقات وعدد من المنافسين المركبات السيارات تيتموا بسبب توقف سلسلة المواصفات.
صيغة ليبر قدمت بعض طموحة السائقين الشباب مع بديل سلسلة مع أعلى تنافسية التكاليف وانخفاض الأداء. مؤخرا في المملكة المتحدة البريطانية سباق السائقين نادي (BRDC) منح النجم الصاعد جائزة 2004 EuroBOSS بطل سكوت مانسيل .
- سباق الجائزة الكبرى سباق اعتمد Formule ليبر لفترة وجيزة، بداية في عام 1928.
- الصيغة الحرة سباق حاليا بشعبية كبيرة في جنوب أفريقيا. نسخة محفوظة 23 يونيو 2007 على موقع واي باك مشين.
- ألمانيا Interserie يعمل على صيغة Libre, خلط مقعد واحد صيغة سيارات السباقات الرياضية النماذج.
- على واتكينز غلين سباق الجائزة الكبرى الحال استضافت صيغة ليبر السباق من عام 1958 من خلال 1960 تمهيدا لتصبح منزل الفورمولا واحد سباق الجائزة الكبرى الولايات المتحدة.
- USAC عقد الصيغة الشهيرة الحرة في سباق انديانابوليس Raceway Park في عام 1962.
- صيغة ليبر هي فئة شعبية في مدينة أو خمر سباق.
- والجير الصخور بارك عقدت الصيغة الشهيرة ليبر السباق في عام 1959، حيث رودجر وارد صدمت مكلفة الغريبة السيارات الرياضية بفوزه على الطريق الحال في Offenhauser مدعوم القزم السيارة، عادة تعتبر تنافسية بالنسبة البيضاوي المسارات فقط.
- 1971 هو كويستور سباق الجائزة الكبرى-حضر بين سلسلة سباق بين الفورمولا واحد، صيغة 5000، ChampCar فرق يضم كبار السائقين في ولاية كاليفورنيا أونتاريو موتور سباق الدراجات النارية.
- على روثمانز 50000 السباق في عام 1972 المسموح بها تقريبا أي نوع من مقاعد واحد أو الرياضة-متسابق في 300 ميل (480 كـم) السباق في براندز هاتش، تتنافس £50,000 صندوق جائزة (أكثر بكثير من معظم سباقا للجائزة الكبرى اليوم). معظم شبكة تتألف من الفورمولا واحد وصيغة 5000 السيارات مع بعض صيغة اثنين من الآلات الغريب، الغريبة أكثر المركبات.
- صيغة ليبر السباقات عادة مغلقة البرنامج البريطانية في اجتماعات النادي في 1970s ، مما يسمح ليس فقط السيارات التي لا تتناسب مع أي من الفئات سباق ذلك اليوم إلى تشغيل ولكن أيضا إعطاء سائقي السيارات صيغة فرصة أخرى إلى السباق.

التصنيف: Racing car classes